# Скот Дисик
Скот Майкъл Дисик (роден на 26 май 1983 г.) е американска медийна и светска личност. Той е най-известен с участието си като основен член на актьорския състав в риалити сериала Keeping Up With The Kardashians и неговите спин-офи. Популярността на Дисик в Keeping Up with the Kardashians довежда до разработването на спин-оф шоуто, съсредоточено върху него (Flip It Like Disick), което се излъчва по канал E!. В допълнение към участието в риалити шоута, Disick е преследвал множество бизнес начинания, включително стартиране на марка за дрехи Talentless, инвестиране в нощни клубове и управление на множество компании за витамини.
|  | Тази страница частично или изцяло представлява превод на страницата Scott Disick в Уикипедия на английски. Оригиналният текст, както и този превод, са защитени от Лиценза „Криейтив Комънс – Признание – Споделяне на споделеното“, а за съдържание, създадено преди юни 2009 година – от Лиценза за свободна документация на ГНУ. Прегледайте историята на редакциите на оригиналната страница, както и на преводната страница, за да видите списъка на съавторите. ВАЖНО: Този шаблон се отнася единствено до авторските права върху съдържанието на статията. Добавянето му не отменя изискването да се посочват конкретни източници на твърденията, които да бъдат благонадеждни. |